# Ole van der Straaten
Harald Ole van der Straaten (Bloemendaal, 3 september 1955) is een Nederlands topfunctionaris en businesscoach. Hij verwierf bekendheid als bestuursvoorzitter van supermarktconcern Laurus. 

## Loopbaan
Van der Straaten begon zijn loopbaan in 1981 als trainee bij Unilever waar bij verschillende functies vervulde in Nederland, de Filipijnen en Mexico. Na een lange loopbaan bij Unilever vertrok Van der Straaten in 2000 naar het door fusies nieuw gevormde supermarktconcern Laurus, waarin een aantal supermarktketens waren samengebracht. Van der Straaten slaagde er niet in om filialen succesvol om te bouwen naar de formule Konmar. Na 14 maanden werd hij bij Laurus ontslagen wegens tegenvallende resultaten. De operatie van ombouw werd daarna teruggedraaid. Hij richtte vervolgens een bedrijf op in schuldhulpverlening en werkte daarna als coach.

## Link
- Website Ole van der Straaten (via archive.org)